# Margarida Gil
Margarida Gil (* 7. September 1950 in Covilhã) ist eine portugiesische Filmregisseurin. Zu einem Teil ihrer Filme war sie auch die Drehbuchautorin, während sie nur selten als Filmschauspielerin wirkte.

## Werdegang
Gil studierte Deutsche Philologie an der Universität Lissabon. Seit 1975 arbeitet sie für den öffentlich-rechtlichen Sender RTP. Im gleichen absolvierte in Veredas einen ihrer wenigen Auftritte als Schauspielerin. Nach Regiearbeiten für das Fernsehen, darunter mehrere Dokumentarfilme, entstand 1989 unter dem Titel Relação Fiel e Verdadeira ihr erster Spielfilm, mit dem sie an den Filmfestspielen von Venedig teilnahm. Ihr Film Rosa Negra (1992) wurde für den offiziellen Wettbewerb beim Filmfestival von Locarno ausgewählt. 1999 gewann sie beim Filmfestival von Rom mit O Anjo da Guarda den ersten Platz. Ihr Film Adriana war 2005 beim Festival IndieLisboa bester portugiesischer Film. Die Hauptdarstellerin Ana Moreira wurde für ihre Darstellung der Titelrolle 2006 mit einem Globos de Ouro als beste Filmschauspielerin ausgezeichnet.
Margarida Gil lehrt an der Sozialwissenschaftlichen Fakultät der Neuen Universität Lissabon. Sie ist die Schwester des Trovante-Musikers João Gil, und sie war mit dem Regisseur João César Monteiro (1939–2003) verheiratet, in vier von dessen Filmen sie auch als Schauspielerin auftrat (1975, 1977, 1979 und 2003).

## Filmografie
- 1975: Para Todos o Serviço (Kurzfilm)
- 1975: Veredas (als Schauspielerin)
- 1982: Feste É Festa (Fernsehserie)
- 1983: A Festa Continua (Fernsehserie)
- 1984–1985: Hermanias (Fernsehserie, 12 Folgen)
- 1987: Relação Fiel e Verdadeira
- 1987: A Quinta do Dois (Fernsehserie, 8 Folgen)
- 1988: Piano Bar (Fernsehserie)
- 1989: Flores Amargas (Fernsehfilm)
- 1990: Brincar é Coisa Séria (Fernsehserie)
- 1990–1991: Fórum Musical (Fernsehserie, 3 Folgen)
- 1991: Daisy: Um Filme para Fernando Pessoa (Fernsehfilm)
- 1992: Rosa Negra
- 1992: Chá das Cinco (Fernsehserie, 13 Folgen)
- 1994: Eu Tenho Dois Amores (Fernsehserie)
- 1994: A Luz Incerta
- 1995: Serenata Monumental da Queima das Fitas (RTP-Fernsehshow)
- 1996: Maria
- 1996: O Filme da MInha Vida (Fernsehserie)
- 1996–1997: Falatório (Fernsehserie, 14 Folgen)
- 1998: As Escolhidas (Fernsehfilm)
- 1998: Jardim das Estrelas (Fernsehserie, 1 Folge)
- 1998: O Anjo da Guarda
- 1999: Já que Falamaos em Sexo (Fernsehserie)
- 1999–2001: Travessa do Cotovelao (Fernsehserie, 69 Folgen)
- 2002: Não Me Cortes O Cabelo Que Meu Pai Me Penteou (Kurzfilm)
- 2004: Adriana
- 2007: Carlos de Oliveira: Sobre o Lado Esquerdo (Dokumentarfilm)
- 2009: Fátima de A–Z (Dokumentarfilm)
- 2010: Perdida Mente
- 2012: Paixão
- 2012: Esquina do Tempo (Kurzfilm)
- 2012: O Fantasma do Novais
- 2018: Mar
- 2022: Cavaleiro Vento (Kurzfilm)